# 穆容
穆容（?—?），又作穆子容，東魏、北齊官員，宜都貞公穆崇七世孫，穆遂留六世孫，穆乙久玄孫，南部尚書、侍中穆真曾孫，駙馬都尉穆泰之孫，穆士儒的兒子。
穆子容少年好學，求得天下書籍，遇到就抄錄，一共寫了萬餘卷。魏孝靜帝武定年間官至汲郡太守。擔任通直散騎常侍時，出聘南朝梁。北齊取代東魏，官至司農卿，在任上去世。是中國北魏時期著名的藏書家以及書法家，曾撰有《修太公呂望祠碑》。

## 生平
穆子容自年少就十分好學，看到任何有趣的東西都會想拿來一覽風采，甚至不停地試圖收購當時散置於天下的書籍，並在取得後就馬不停蹄的開始抄寫，而致在數年後他的家中已藏有萬餘卷書籍。《北史穆崇傳》中也有記載：「崇子子容，少好學，無所不覽。求天下書，逢即寫錄，所得萬餘卷。」後來在魏孝靜帝武帝年間官至汲郡太守，歷任通直散騎常侍、平東將軍、中書侍郎、恆洲大中正等職位，在擔任通直散騎常侍時，出聘南朝梁。在數年後北齊取代東魏，官至司農卿，後來因事激怒北齊荒淫皇帝高洋，被虐致死，卒於司農卿。

## 藏書豐富達萬卷
天保七年（556），當時皇帝下詔校定群書，學者們有樊遜、高乾和、馬敬德、許散愁、韓同寶、傅懷德、古道子、李漢子、鮑長喧、景孫、王九元、周子深等12人，均一同被召去勘定藏書。但當時官方裡的藏書有極多嚴重的錯誤，因此其中一位學者樊遜則建議按照漢代劉向整理藏書的方法，以「即欲刊定，必藉眾本」的參校方式。但因官方的藏書較甚缺乏，因而轉向民間，找尋私人藏書家如太常卿邢子才、太子少傅魏收、吏部尚書辛術、司農少卿穆子容、前黃門侍郎司馬子瑞、故國子祭酒李葉興等人，這些人都是在當時私藏有不少書籍的人物，學者們將之用以梳理思考謬誤並參校改善與衡量得失，而穆子容也因過去家中的藏書達有萬卷，因而給了當時的學者在參校上不少的幫助。

## 一代書法大家
穆子容十分愛好書法，筆墨渾厚且帶勁，在身卒的前一年撰有了《修太公呂望祠碑》，可視為最後的絕筆之作，而對後來的唐代楷書有著深遠的影響。在清中後期後，隨著考據學、金石學的興盛，因而有眾多說法認為唐代著名書法家顏真卿之書法藍本就是出自於穆子容的《修太公呂望祠碑》。ㄧ如畢沅《中州金石記》所述：「《太公呂望表》，穆子容書之於石。書法方正，筆力透露，為顏真卿藍本，魏、齊刻石之字，無能比其二者。」又如劉熙載於《藝概》中提到：「顔魯公正書，或謂出於此碑《高植墓誌》及穆子容所書《太公呂望表》，又謂其行書與《張猛龍碑》後行書數行相似，此皆近之。然魯公之學古，何嘗不多連博貫哉！」而清代書法家康有為也在《廣藝舟雙楫》裡頭這麼形容穆子容的書法：「顏魯公出於《穆子容》、《高植》，其古厚磅礴，精神體格，悉似《穆子容》，又源於《暉福寺》也，清臣渾勁，又出《圓照造像》，鉤法由可據。」

## 修太公呂望祠碑
此碑建立於東魏武定八年（公元550年）四月，穆子容所書，該碑高五尺九寸，廣三尺二寸，汲郡太守穆子容撰文並正書，碑陽二十三行，行四十二字。碑陰五列，首列二十行；二列十七行；三列二十四行；四列二十行；五列十行，有題名。碑在河南汲縣太公廟內，明拓本文內「四海一統」之「海一統」三字仍然完好，舊拓則是本九行「財用所出」之「出」字完好。該碑前半部分與晉盧無忌《齊太公呂望表》相同，後半部分才是新的內容。而詳細於王昶《金石萃編》、孫星衍《寰宇訪碑錄》、畢沅《中州金石記》、楊守敬《寰宇貞石圖》、梁披雲《中國書法大辭典》、沙孟海《中國書法史圖錄》裡頭皆有所著述。